# 粗大ゴミじゃねぇ
「粗大ゴミじゃねぇ」（そだいゴミじゃねぇ）は、西城秀樹の85枚目のシングル。2003年7月23日にユニバーサルJから発売された。

## 解説
- つんく♂がプロデュースした舞台『新・演歌の花道』のテーマ・ソングである。

## 収録曲
1. 粗大ゴミじゃねぇ [4:34]
作詞・作曲：つんく／編曲：高橋諭一
2. 粗大ゴミじゃねぇ（アコースティックバージョン）[3:48]
作詞・作曲：つんく／編曲：高橋諭一
3. 嵐を呼ぶ男 [3:15]
作詞：井上梅次／作曲：大森盛太郎／編曲：芳野藤丸
4. 銀座の恋の物語 [4:34]
作詞：大高ひさを／作曲：鏑木創／編曲：芳野藤丸
5. 粗大ゴミじゃねぇ（instrumental） [4:34]
6. 嵐を呼ぶ男（instrumental） [3:15]
7. 銀座の恋の物語（instrumental） [4:30]

## この頃のできごと
- 西城は本作発表から間もない韓国での公演中に脳梗塞で倒れる。決死の闘病・リハビリの末に奇跡的な生還を果たし、復帰会見では思いのあまり時折涙を流した。